# Залізний лев

Емблема фестивалю

Залізний Лев — Всеукраїнський фестиваль ковальського мистецтва, що відбувався у Львові. Головна мета фестивалю - налагодження контактів поміж майстрами, які працюють в галузі художнього металу, обмін досвідом та популяризація ковальського мистецтва в суспільстві. Від 2010 року не проводиться.

## Організація
Організаторами «Залізного Лева» є Львівська обласна громадська організація «Товариство Залізного Лева» і Львівське відділення Спілки майстрів ковальського мистецтва України. Постійними партнерами фестивалю є кафедра металу Львівської національної академії мистецтв і відділ художнього металу Львівського державного коледжу декоративно-ужиткового мистецтва ім. І. Труша.

## Історія проведення

### Передісторія
Початки фестивалю сягають 1996 року. З того часу у Львові під різними назвами відбулися «Ковальська Імпреза-96», «Ковальська Імпреза-97», «Галицька Імпреза-98», «Галицька Імпреза-99», «Львівська підкова-2006». Сучасну назву одержав 2007 року на Всеукраїнському фестивалі ковальського мистецтва.

### Програма проведення
До обов’язкової програми фестивалю входять показові виступи ковалів на задану тему, виставка кованих виробів, науково-практична конференція.
За роки проведення фестивалю було зроблено декілька об’єктів. Деякі з них прикрашають Львів (Лавочка закоханих у Львові) і Краматорськ (Кована карта України).

### Роки проведення
«Залізний Лев – 2007», «Залізний Лев – 2008», «Залізний Лев – 2009», «Залізний Лев – 2010».
Фестиваль традиційно проходив у середині жовтня просто неба, у середмісті Львова, на Арсенальній площі.

## Емблема фестивалю
Емблемою Всеукраїнського ковальського фестивалю «Залізний Лев» є зображення лева, з короною на голові, що стоїть на задніх лапах на ковадлі. По обидва боки від лева розміщені історичні символи двох львівських ремісничих цехів: перехрещені два ключі – символ цеху слюсарів (назва походить від німецького schloß, schloßer – замóк) та підкова з хрестом – символ цеху ковалів. Ці графічні зображення, розміщені в колі, доповнює надпис – «Залізний Лев».